# Simon Kroon
Simon Robert Kroon (Malmö, 16 juni 1993) is een Zweeds voormalig voetballer die doorgaans speelde als middenvelder. Tussen 2011 en 2025 was hij actief voor Malmö FF, SønderjyskE, FC Midtjylland, opnieuw SønderjyskE en Östersunds FK.

## Clubcarrière
Kroon speelde tot 2005 in de jeugd van Limhamns IF. In de zomer van dat jaar stapte het jonge talent over naar de opleiding van Malmö FF. Zes jaar later debuteerde hij voor het eerste elftal. Op 20 juni 2011 werd met 2–0 gewonnen van Kalmar FF en Kroon mocht als invaller voor Jimmy Durmaz in het veld komen. Zes dagen later, tegen GAIS Göteborg (2–0 verlies), mocht Kroon voor het eerst in de basis beginnen. Op 28 maart 2013 tekende de middenvelder zijn eerste professionele contract bij de club, waarmee hij tot eind 2015 vast zou liggen. In het seizoen 2012 was Kroon vrijwel niet in actie gekomen, maar in de twee seizoenen erna speelde hij steels meer. Op 9 december 2014 scoorde de Zweed in de groepsfase van de UEFA Champions League; op bezoek bij Olympiakos Piraeus (4–2 verlies) scoorde hij de 1–1.
In januari 2016 maakte Kroon de overstap naar SønderjyskE. Halverwege het seizoen 2016/17 verkaste de middenvelder weer naar FC Midtjylland, waar hij zijn handtekening zette onder een verbintenis voor de duur van drie jaar. Na anderhalf jaar huurde SønderjyskE hem weer terug, voor een half seizoen. Kroon verkaste in medio 2018, na het aflopen van zijn verbintenis, naar Östersunds FK. Na het aflopen van zijn contract eind 2024 besloot Kroon op eenendertigjarige leeftijd een punt achter zijn actieve loopbaan te zetten.

## Clubstatistieken
| Seizoen | Club           | Competitie  | Competitie | Competitie | Beker | Beker | Internationaal | Internationaal | Totaal | Totaal |
| Seizoen | Club           | Competitie  | Wed.       | Dlp.       | Wed.  | Dlp.  | Wed.           | Dlp.           | Wed.   | Dlp.   |
| ------- | -------------- | ----------- | ---------- | ---------- | ----- | ----- | -------------- | -------------- | ------ | ------ |
| 2011    | Malmö FF       | Allsvenskan | 8          | 0          | 0     | 0     | 0              | 0              | 8      | 0      |
| 2012    | Malmö FF       | Allsvenskan | 1          | 0          | 0     | 0     | 0              | 0              | 1      | 0      |
| 2013    | Malmö FF       | Allsvenskan | 17         | 2          | 5     | 2     | 4              | 2              | 26     | 6      |
| 2014    | Malmö FF       | Allsvenskan | 19         | 0          | 4     | 5     | 9              | 1              | 32     | 6      |
| 2015    | Malmö FF       | Allsvenskan | 6          | 1          | 3     | 1     | 3              | 0              | 12     | 2      |
| 2015/16 | SønderjyskE    | Superligaen | 15         | 2          | 1     | 0     | —              | —              | 16     | 2      |
| 2016/17 | SønderjyskE    | Superligaen | 14         | 4          | 0     | 0     | 6              | 1              | 20     | 5      |
| 2016/17 | FC Midtjylland | Superligaen | 5          | 0          | 2     | 1     | —              | —              | 7      | 1      |
| 2017/18 | FC Midtjylland | Superligaen | 6          | 1          | 0     | 0     | 5              | 2              | 11     | 3      |
| 2017/18 | → SønderjyskE  | Superligaen | 15         | 1          | 1     | 0     | —              | —              | 16     | 1      |
| 2018    | Östersunds FK  | Allsvenskan | 4          | 1          | 1     | 1     | —              | —              | 5      | 2      |
| 2019    | Östersunds FK  | Allsvenskan | 11         | 2          | 1     | 0     | —              | —              | 12     | 2      |
| 2020    | Östersunds FK  | Allsvenskan | 10         | 1          | 3     | 2     | —              | —              | 13     | 3      |
| 2021    | Östersunds FK  | Allsvenskan | 12         | 1          | 0     | 0     | —              | —              | 12     | 1      |
| 2022    | Östersunds FK  | Superettan  | 19         | 4          | 2     | 1     | —              | —              | 21     | 5      |
| 2023    | Östersunds FK  | Superettan  | 7          | 0          | 0     | 0     | —              | —              | 7      | 0      |
| 2024    | Östersunds FK  | Superettan  | 13         | 0          | 2     | 1     | —              | —              | 15     | 1      |
| Totaal  | Totaal         | Totaal      | 182        | 20         | 25    | 14    | 27             | 6              | 234    | 40     |

## Erelijst
| Allsvenskan | 2 | 2013, 2014 |
| Supercup    | 2 | 2013, 2014 |